# Choi Jum-hwan
Choi Jum-hwan (ur. 9 czerwca 1963 w Pusan) – południowokoreański bokser, były zawodowy mistrz świata wagi junior muszej (do 108 funtów) organizacji IBF oraz wagi słomkowej (do 105 funtów) organizacji WBC.
Karierę zawodową rozpoczął 13 marca 1983. Do lipca 1984 stoczył 12 walk wszystkie wygrywając i zdobywając w tym okresie tytuł mistrza Korei w wadze junior muszej.
16 listopada 1984 stanął do pojedynku o tytuł mistrza świata organizacji IBF w kategorii junior muszej z Filipińczykiem Dodie Boy Penalosą. Przegrał na punkty. Kolejna okazja zdobycia tytułu miała miejsce dwa lata później. W związku z przejściem Penalosy do kategorii muszej o wakujący tytuł spotkał się, 7 grudnia 1986 w Pusan, z rodakiem Park Cho-Woonem. Wygrał jednogłośnie na punkty i został nowym mistrzem świata.
W roku 1987 w obronie tytułu stawał trzykrotnie. 29 marca pokonał Filipińczyka Tacy Macalosa, 5 lipca Japończyka Toshihiko Matsudę przez TKO w czwartej rundzie a 9 sierpnia Indonezyjczyka Azadina Anhara przez TKO w trzeciej rundzie. 4 listopada 1988 doszło do rewanżowego pojedynku z Tacy Macalosem. Przegrał jednogłośnie na punkty i stracił mistrzowski pas.
Po porażce przeniósł się do nowo powstałej kategorii słomkowej. 12 listopada 1989 w Seulu spotkał się o tytuł mistrza organizacji WBC z Napą Kiatwanchaiem z Tajlandii. Wygrał przez TKO w dwunastej rundzie i został mistrzem świata w drugiej kategorii wagowej. Przy pierwszej próbie obrony pasa, 7 lutego 1990, przegrał z Japończykiem Hideyuki Ohashim przez KO w dziewiątej rundzie. Była to jego ostatnia walka w karierze.